# للزمن ثمن
للزمن ثمن برنامج مسابقات فيه الألعاب تحتاج إلى التركيز، الصبر ومراعاة للوقت والمهارة في تنفيذها.
بدأ الموسم الأول من البرنامج في الخامس من نيسان واستمر حتى 14 حزيران 2011، عرض اسبوعيا على قناة ام بي سي 1 وقدمه الممثل الكويتي عبد الله الطليحي. الجائزة المقدمة كان قدرها مليون ريال سعودي.
البرنامج هو النسخة العربية من البرنامج الأمريكي "Minute to win it" الذي عرض على قناة أن بي سي في عام 2010، وهو من اختراع شركة فرايدي تي في السويدية ويوزع من قبل شركة سوني العالمية.

## فكرة البرنامج
في كل حلقة، المتسابقون يواجهون عشرة مهام مختلفة، مصنوعة من مواد متوفرة في منازلنا وحياتنا اليومية. كلما تقدم المتسابق في تنفيذ المهام، كلما أزدادت صعوبتها وقيمتها. والمهام يتم اختيارها للمتسابق من قبل الفريق المعد للبرنامج.
لدى كل متسابق ثلاثة فرص منذ بداية اللعب، ولديه دقيقة واحدة لتنفيذ كل مهمة. إذا لم يستطع إنهاء المهمة ضمن الوقت المحدد يخسر إحدى الفرص، وعندما يستنفذ جميعها يخرج من المسابقة. ويمكن للمتسابق اختيار الأستمرار في اللعب أم الانسحاب وأخذه الأرباح التي جمعها حتى تلك اللحظة وذلك قبل أن يرى المهمة التالية التي قد ينفذها.
لدى المتسابقين ثلاثة محطات خلال المسابقة هم المهمة الأولى، الخامسة والثامنة بحيث إذا وصل إليهم يضمن المبلغ الذي سيحصل عليه من جراء تنفيذ المهمة ولن يخسره بحال عدم إنجاز المهمات اللاحقة. المحطات المضمون في المبلغ مظللة باللون الأخضر، وسلسلة الأرباح في النسخة العربية هي على الشكل التالي:
| المهمة  | قيمتها               |
| ------- | -------------------- |
| الأولى  | 1.000 ريال سعودي     |
| الثانية | 5.000 ريال سعودي     |
| الثالثة | 10.000 ريال سعودي    |
| الرابعة | 25.000 ريال سعودي    |
| الخامسة | 75.000 ريال سعودي    |
| السادسة | 125.000 ريال سعودي   |
| السابعة | 250.000 ريال سعودي   |
| الثامنة | 350.000 ريال سعودي   |
| التاسعة | 500.000 ريال سعودي   |
| العاشرة | 1.000.000 ريال سعودي |

قبل تسجيل حلقات المسابقة بأشهر، تم إعطاء المتسابقون المختارون التعليمات حول كيفية تنفيذ المهام التي سيواجهوها في البرنامج والمواد التي يجب استخدامها لصنعها، لكي يتدربوا جيدا عليها في منازلهم قبل مواجهتها بالأستوديو.

## الألعاب
الفشل في اتمام هذه المهام خلال ستين ثانية قد تؤدي إلى إقصاء المتسابق.
- سوبر هللة مهمة المليون ريال سعودي

على المتسابق أن يرمي قطعة من النقود المعدنية من مسافة قدرها خمسة أمتار لكي تستقر داخل برميل مياه معدنية فارغ التي تبلغ مساحة فوهته أقل من بوصتين، إذا استطاع ادخال القطعة النقدية يفوز بجائزة المسابقة.
- الخزنة

في هذه المهمة لدى المتسابق قطعتان من العملة المعدنية وضعت كل قطعة داخل كل فردة من شارب نسائي. على المتسابق أن يدخل كل يد من يديه في فردة من فردات الشراب لسحب القطعتين. ولكن دون أن يستخدم أي يدٍ لمساعدة اليد الأخرى أو شد الشراب لإخراج القطعتين في نفس الوقت كما لا يستطيع استخدام جسمه كأداة مساعدة.
- الرمية الحرة

المتسابق سيقذف ست كرات رخامية على الطاولة لترتد وتدخل في ستة كشتبنات أو أوعية صغيرة.
- اسحب مرة

على المتسابق وباستخدام يدٍ واحدة فقط، ان يفرغ علبة مناديل ورقية بالكامل، منديلا منديلا.
- إسقاط نيوتن

في هذه المهمة على المتسابق أن يضع أربع تفاحات فوق بعضها ليشكل برجا، واذا إنهار يمكنه إعادة بناءه من جديد.
- اشكل

المتسابق يستخدم خمس مجموعات من ورق اللعب هي الأكة، الشايب، البنت، الولد والعشرة. يتم وضع العشرين ورقة بشكل مقلوب ومختلط على الطاولة. على المتسابق فرز كل مجموعة على حدى، ورقة بعد أخرى ويضع كل مجموعة على الطاولة المخصصة لها.
- اقلاع وهبوط

على المتسابق رمي قارورة مياه نصف ممتلئة ليصعب إيقافها، عليها أن تدور 360 درجة قبل أن تستقر في المكان المخصص. لدى المتسابق عشرة محاولات عليه خلالها أن ينجح في إيقاف قارورة واحدة فقط.
- الشطارة في العمارة

في هذه المهمة ومستخدما 15 بطاقة فهرسة، على المتسابق أن يبني برجا من خمسة طوابق، كل طابق يحتوي على بطاقتين على كل جانب وواحدة فوقهما. ولكن خطأ واحد سيؤدي إلى انهيار الطوابق واجباره على الإعادة من جديد.
- المقلاع

على المتسابق استخدام مقلاع بطرفه كرة من الصوف لإسقاط ثلاثة علب من خمسة موضوعة على طاولات متباعدة ومتفاوتة الطول.
- الكنز المفقود

في هذه المهمة على المتسابق إسقاط ثلاث قطع من العملة المعدنية وعن ارتفاع 97 سم، لتستقر داخل أكواب الماء الموضوعة داخل أحواض السمك.
- الهوا هوايا

على المتسابق أن يستخدم قوة الدفع الناتجة عن تحريك علبة بيتزا فارغة متوسطة الحجم، لتوصيل بيضة واحدة إلى موقع محدد مسبقا. الشكل البيضاوي يشكل عائق وتحدي كبير لإيصال البضة إلى بر الأمان.
- أنت الهدية

على المتسابق لف رزمتين من شريط ربط الهدايا على يديه، كل رزمة في يد. وفي حال انقطاع الشريط، يستطيع أن يمسكه مرة أخرى وإكمال اللعب.
- انفخ ريشك

المتسابق وباستخدام جهازه التنفسي فقط، سينفخ ريشتين وعليه أبقائهما في الهواء دون أن يلمسا الأرض أو جسمه.
- اولمبياد

على المتسابق أن يرمي في الظلمة ايطارا واحدا من النيون البلاستيكي على علاقة واحدة تم وضعها على مسافة معينة منه.
- برج الصواميل

في هذه المهمة سيتم وضع خمسة صواميل داخل سيخ خشبي وعلى المتسابق أن يضعها فوق بعضها البعض ليبني منها برجا، علما أن أي حركة خاطئة ستؤدي إلى انهيار البرج.
- توأم روحي

على المتسابق وباستخدام يدٍ واحدة، أن يرمي كرتي بينج بونج على الطاولة، وبحركة فنية، سترتد الكرتان لتدخلا في كوبي من الماء في وقتٍ واحد
- تبادل مراكز

39 كوبا زرقاء مصفوفة فوق بعضها البعض وفي أسفلها كأس أحمر. على المتسابق مستعينا بالسرعة والتركيز، أن ينقل الكأس الأعلى للأسفل وهكذا مع كل الكؤؤس مستخدما يده حتى يصبح الكوب الأحم في القمة. ثم عليه ان يعيده إلى مكانه الأول.
- تعليق

على المتسابق تعليق ستة شماعات ثياب فوق بعضها البعض بتوازن وحرافية لكي تشكل سلسلة ثابتة. أي ميلان فيها ولو بسيط، يؤدي بها إلى الانهيار.
- تمريرة حلوة

تم إيقاف مضرب تنس بشكل مستقيم ووضع فوقه كرة تنس أرضي. على المتسابق، وباستخدام ملقط، أن يمرر حبة حلوى من خلال ثقب شبكة المضرب، لتقع داخل كوب متواجد خلف المضرب. خطئ بسيط قد يوقع الكرة. عليه ان ينجح في هذه المهمة مرة واحدة من أصل ثلاثة فرص.
- حلاوة بالجبين

في هذه المهمة على المتسابق أن يحرك ثلاث قطع من البسكويت المحشي، واحدة تلو الأخرى من جبينه إلى فمه، مستخدما عضلات وجهه فقط. إذا وقعت يمكنه وضع قطع أخرى.
- حرام عليك

على المتسابق مستخدما 36 كوبا بلاستيكيا أن يبني هرما، ثم عليه هدمه بشكل منظم من خلال إعادة صف الكوؤس فوق بعضها أفقيا دون أن ينهار الهرم.
- خذ وخل

على المتسابق حمل ثلاثة علب مشروبات غازية فارغة في يد وثلاثة ممتلئة في اليد الأخرى. عليه تبديل العلب من يدٍ إلى الأخرى دون استخدام الجسم كوسيلة ضغط أو مساعدة.
- دايم دومينو

على المتسابق رصف أحد عشر ماعون ورق بتوازن مثل حبات الدومينو كي يتمكن مع إسقاط الماعون الأول، أن يتوالى تساقطها واحدة تلو الأخرى حتى يدق الماعون الأخير الجرس الموجود في نهاية الصف.
- دنيا دواره

في هذه امهمة على المتسابق أن يلف لفافة كاملة من ورق التواليت حول نفسه مستخدما جسده فقط وذلك بدوارنه 360 درجة دون أن ينقطع الورق.
- روبن هود

على المتسابق استخدام شريط مطاطي ليهدم برج هرمي من علب المشروبات الفارغة الموضوعة على طاولة هدما كاملا.
- شغل مخك

في هذه المهمة على المتسابق وباستخدام عداد الخطوات مثبت على جبينه، أن يهز رأسه على الأقل 125 مرة. العداد سيقوم باحتساب عدد الهزات التي سيقوم بها.
- طريق الصابون

على المتسابق صنع فقعات من الصابون وأن يمرر واحدة فقط داخل دائرة مثبتة على بعد خمسة أمتار منه وذلك عبر النفخ على الفقاعة. النفخ القوي سيدمر الفقاعة والخفيف لن يوصلها إلى الهدف.
- على جنب

على المتسابق أن يواجه علبة مشروبات غازية، حيث عليه إيقافها بشكل مائل وهي ممتلئة. ولكن إذا شرب مقدارا معينا منها ينجح في تنفيذ المهمة. يجب أن تبقى العلبة واقفة مدة ثلاث ثوان.
- على خشمي

على المتسابق في هذه المهمة نقل خمس كرات من القطن من وعاء إلى آخر يبعدان عن بعضهما مسافة 3.66 متر، وذلك باستخدام أنفه المدهون بمادة الفازلين. علما بأن وضع الكثير من المادة يصاعب تفريغ الحمولة والقليل يصعب التقاتها.
- عليك نور

في هذه المهمة على المتسابق وهو معصوب العينيين، أن يضع غطاء الأبجوره على رأسه بايتخدام صنارة الصيد فقط. عدم القدرة على الرؤية يصعب تحديد المسار الذي يجب سلكه.
- على قياسك

المتسابق سيستخدم شريط القياس لدحرجت ثلاث كرات تنس الطاولة لتسقط داخل أكواب زجاجية. وعند الإخفاق في القياس الصحيح، يفشل التوصيل الذي سيكون من مسافات مختلفة.
- قفزة قلم

على المتسابق رمي قلم الرصاص على أرض الطاولة من جهة الممحاة لكي يقفز بدوره ويدخل في كوب ماء فارغ. عليه تنفيذها سبع مرات.
- قلبي دليلي

في هذه المهمة تعصب عيني المتسابق، ثم عليه أن يدور دورتين حول نفسه. ضائعا، عليه إجاد وحمل كرة واحدة من أربعة موجودة على المسرح في أرتفاعات مختلفة.
- قوة الجاذبية

في هذه المهمة يجب أن يستخدم المتسابق التنسيق، التركيز وردود فعل النينجا للحفاظ على ثلاثة بالونات في الهواء ليمنع أي منها لمس الأرض.
- كانجرو

على المتسابق إسقاط ثلاث كرات داخل صحون موجودة على الأرض لتقفز وتستقر بالتالي داخل حوض ماء خلف الصحون الثلاثة.
- كرات متقاطعة

مهمة المتسابق هنا لعب «الإكس أو»، مستخدم كؤوس مياه كأرضية وكرات البينج بونج كأحرف «الإكس أو» ليشكل صف كرات من لون واحد. ولكن عندما يدخل كرة من لونٍ ما في الكوب، عليه أن يرمي كرة من اللون الآخر حتى إصابتها. عليه الأنتباه أن يحجب صف الكرات بشكل صحيح.
- لا تطيح

في هذه المهمة ست قوارير على الأرض، وعلى فم كل قارورة عملة ورقية وفوقها قارورة أخرى بالمقلوب. على المتسابق أن يستخدم مهارته لسحب عملة ورقية واحدة من القوارير الستة دون أن يوقعها.
- للألوان عنوان

في هذه المهمة 50 قطعة من الحلوى، ولتمييزهم عن بعض ستأتي ضمن مجموعات من الألوان المختلفة هي الأحمر، الزهري، الأصفر، الأخضر والأزرق. على المتسابق وبسرعة وتركيز، أن يفرز كل لون عن الآخر ويعيد توزيع كل لون في وعاء خاص.
- مسمار في منشار

بمهارة كبيرة على المتسابق أن ينشر ثلاث مسامير على منشر حديدي ثابت. أي حركة خاطئة ستسقط جميع المسامير وتجبر المتسابق على الإعادة من جديد.
- مصعد النجاح

مصعد قاعدته مكونة من قلمي رصاص موصلة بحبال تعمل كارافعات ومرتكزة على أذني المتسابق الواقف على منصة. عليه بهذه الطريقة أن يرفع ثلاث حبات من الحلوى من الأرض إلى فمه دون أن يفقد أي قطعة منها.
- مصقلم

على المتسابق أن يستلقي على بطنه ويسقط قلم رصاص موضوع على مسافة 4.6 متر باستخدام كرات صغيرة بنفس طريقة لعبة البولينج.
- مين طفى النور

في هذه المهمة ستة لمبات بلاستيكية، تضاء وتطفئ بواسطة اللمس المباشر لها، على شكل هرمي وكلها مضاءة. على المتسابق رمي كرات لإطفائها كلها. يجب أن يحرص على أن لا يرمي مجددا على اللمبة التي أطفئها، لأنه سيعيد إضائتها مرة خرى.
- نفخة هوا

على المتسابق أن يفرغ هواء البالون لإسقاط 15 كوبا بلاستيكيا. بعد أن يفرغ البالون من الهواء، بأمكانه ملئه بالهواء من جديد.
- نور مالح

في هذه المهمة على المتسابق أن يثبت بيضة بشكل عامودي على اللمبة ويمكنه استخدام الملح للمساعدة في التثبيت، مع الانتباه إلى أن حركة المح داخل البيضة يجعل التوازن صعبا.
يجب تكرار المهمة مرتين باستخدام حزمة واحدة من الملح.
- هاتريك

على المتسابق أن يثبت ثلاث كرات غولف فوق بعضها وعليها أن تبقى ثابتة لمدة لا تقل عن ثلاث ثوان في هذه الوضعية.
- هدف في الراس

في هذه المهمة المتسابق يقف على مسافة مترين من حائط، ثم عليه أن يرمي كرة تنس طاولة على الأرض لتضرب على الحائط المواجه له لترتد وتستقر في سلة مثبتة على رأس المتسابق. عليه إدخال ثلاث كرات داخل السلة.
- هز يا وز

تبدأ هذه المهمة بثمانية كرات تنس طاولة داخل علبة مناديل ورقية فارغة مثبتة أسفل ظهر المتسابق. كل ما عليه هو أن يحرك نفسه وأن يميل، يهتز ويقفز وكل ذلك ليفرغ العلبة من الكرات دون استخدام يديه.
- يا حلاوة

على المتسابق استخدام مصاصة ماء لشفط حبتيت من الحلوى والحفاظ عليها ليضعهما فوق مصاصتي ماء أخرى، وذلك دون أن يوقع احدها.
- يو يو

المتسابق سيستخدم اليو يو لإسقاط العلب. يأتي التعقيد من أن على المتسابق ربط اليويو على خصره واستخدام حركاته الجسدية لتحريكه وإسقاط جميع العلب الموضوعة على الطاولات.

## المشتركون في الموسم الأول
| الحلقة | المتسابق                   | الدولة           | الأرباح            |
| ------ | -------------------------- | ---------------- | ------------------ |
| 1      | هاني الصفيان               | السعودية         | 25.000 ر.س         |
| 1      | منذر عبد الرحمن            | الأردن           | 25.000 ر.س         |
| 2      | ناصر بن خميس               | السعودية         | 1.000 ر.س          |
| 2      | سارة خليل                  | العراق           | 1.000 ر.س          |
| 2      | أحمد محمد                  | ليبيا            | 75.000 ر.س         |
| 3      | عبد الكريم الشمري          | السعودية         | 1.000 ر.س          |
| 3      | أحمد أدلبي                 | سوريا            | 25.000 ر.س         |
| 3      | سلمى حسين                  | السودان          | 1.000 ر.س          |
| 4      | محمود عامر                 | العراق           | 1.000 ر.س          |
| 4      | عبد العزيز الدعيج          | السعودية         | 1.000 ر.س          |
| 4      | سالم سعيد                  | اليمن            | 10.000 ر.س         |
| 5      | أحمد ميدياني وسامح جودت    | الجزائر · العراق | 250.000 ر.س لا شيء |
| 6      | علي رمضان                  | البحرين          | 1.000 ر.س          |
| 6      | محمد عبد المجيد            | ليبيا            | 25.000 ر.س         |
| 6      | محمد الحسن                 | الكويت           | 1.000 ر.س          |
| 7      | التوأم آية ومحمود عبد الله | السودان          | 1.000 ر.س          |
| 7      | التوأم محمد وأهداب بخش     | السعودية         | 75.000 ر.س         |
| 8      | مهند المسلمي               | السودان          | 1.000 ر.س          |
| 8      | محمد المدرس                | السعودية         | 75.000 ر.س         |
| 9      | عبد الحميد                 | مصر              | 1.000 ر.س          |
| 9      | مشاري                      | السعودية         | 25.000 ر.س         |
| 9      | شهد                        | سوريا            | 1.000 ر.س          |
| 10     | سيمة ونور                  | العراق · سوريا   | 250.000 ر.س لا شيء |
| 11     | أحمد الظفيري               | السعودية         | 1.000 ر.س          |
| 11     | منى                        | مصر              | 5.000 ر.س          |
| 11     | عبد الله                   | اليمن            | 75.000 ر.س         |